# Collombey-Muraz
Collombey-Muraz é uma comuna da Suíça, situada no distrito de Monthey, no cantão de Valais. Tem 29,8 km² de área e sua população em 2018 foi estimada em 9.256 habitantes.